# Tienschan-Observatorium
Koordinaten: 43° 3′ 27″ N, 76° 58′ 15,6″ O

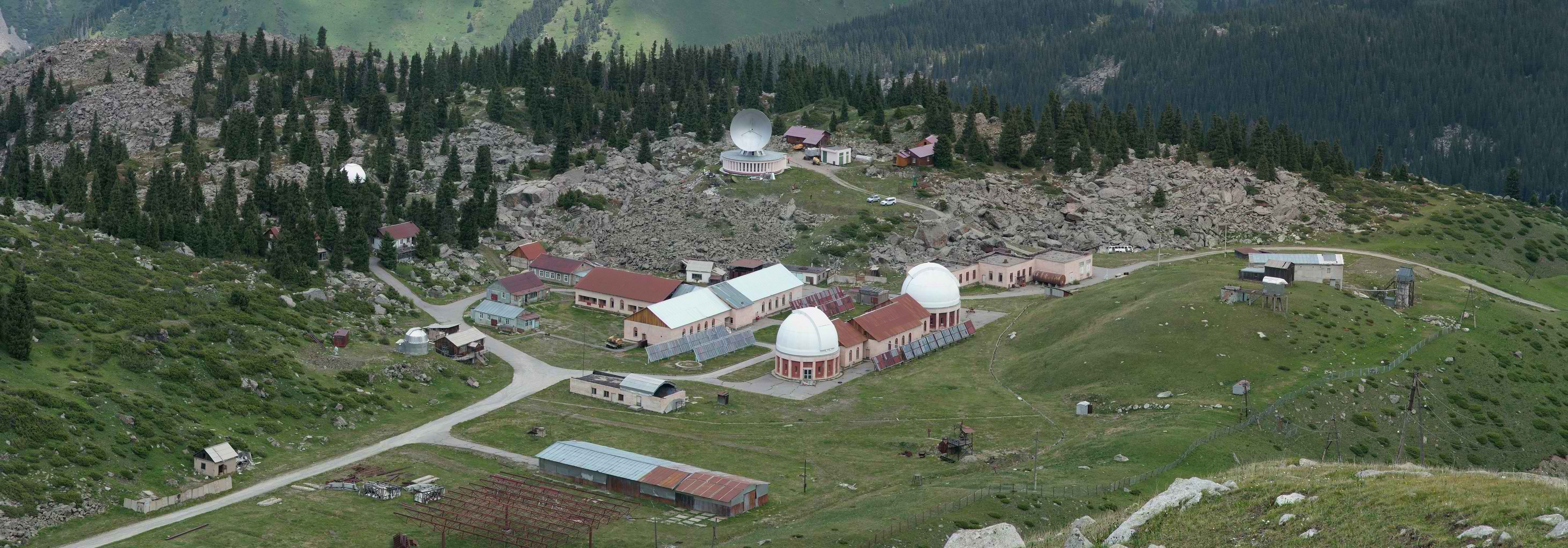
Aufnahme des Observatoriums

Das Tienschan-Observatorium (russisch Тянь-Шаньская астрономическая обсерватория Tjan-Schanskaja Astronomitscheskaja Obserwatorija, englisch Tian Shan Observatory – TSHAO, TSAO, früher auch Alma-Ata Observatory und Almaty Observatory) ist eine Sternwarte im Tienschan-Gebirge in 2800 m Höhe, 30 km südlich der Stadt Almaty in Kasachstan.
Es war bis zum Zerfall der Sowjetunion dem Sternberg-Institut für Astronomie (GAISh) zugeordnet.

## Ausstattung
Das Observatorium verfügt über zwei Ritchey-Chrétien-Teleskope mit einem Spiegeldurchmesser von einem Meter sowie eine Reihe kleinerer Teleskope. Das größte Instrument ist ein Radioteleskop.

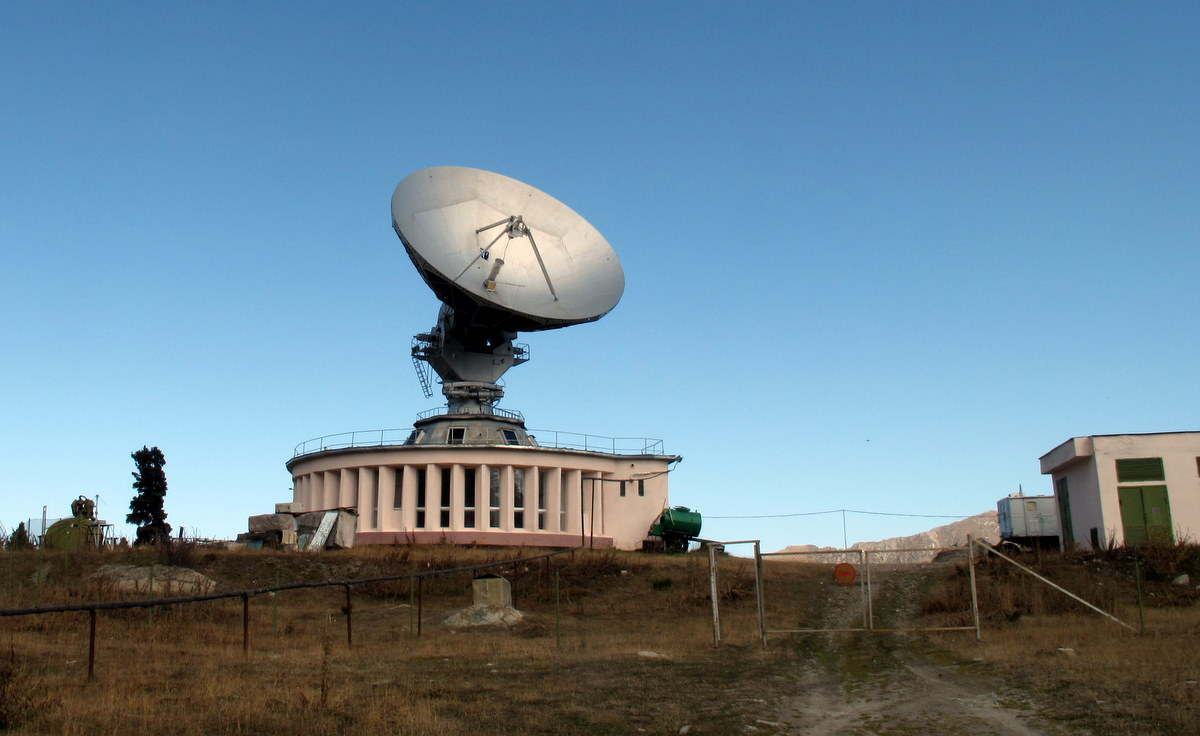
Radioteleskop
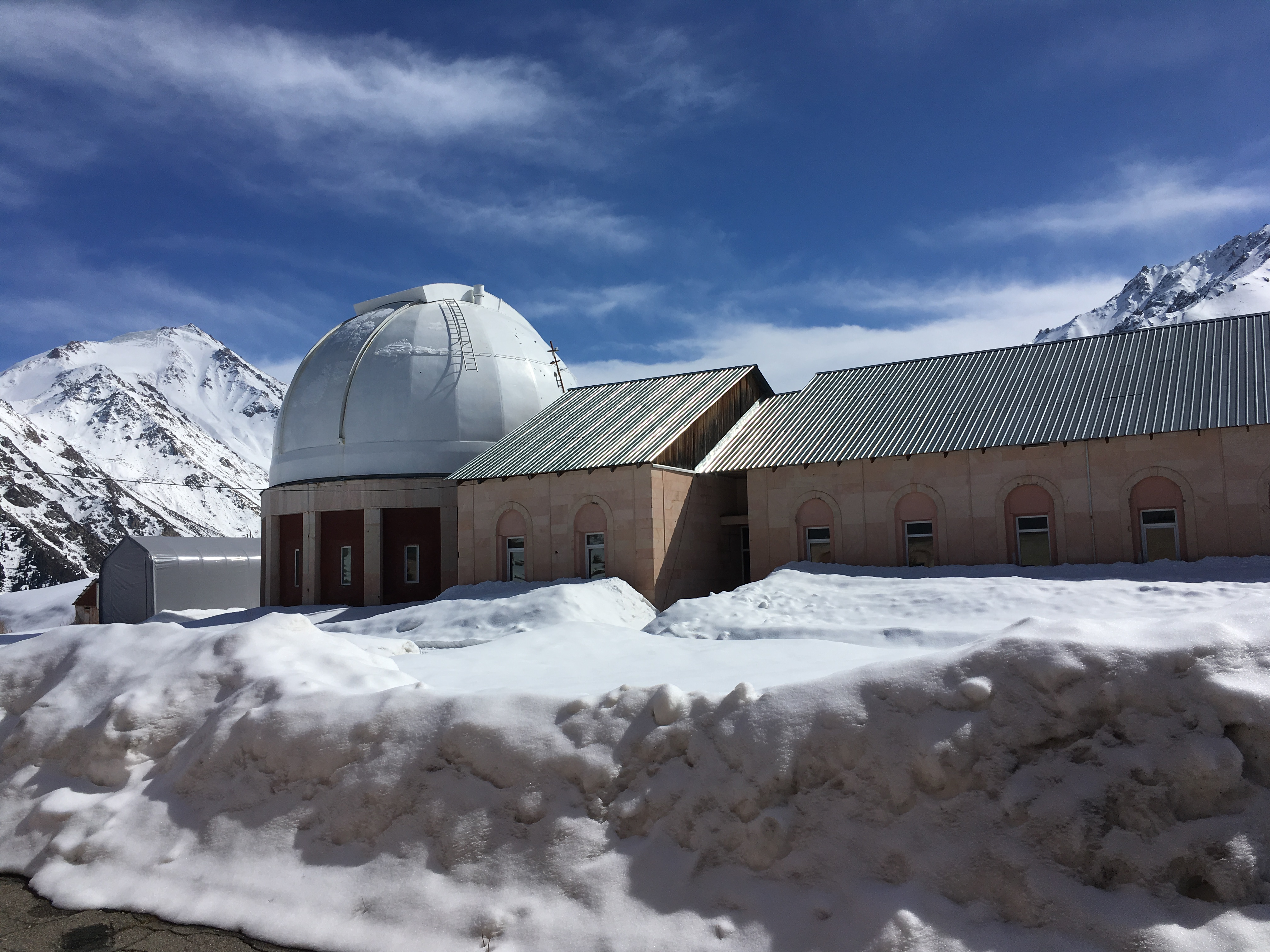
Gebäude des großen Spiegelteleskops
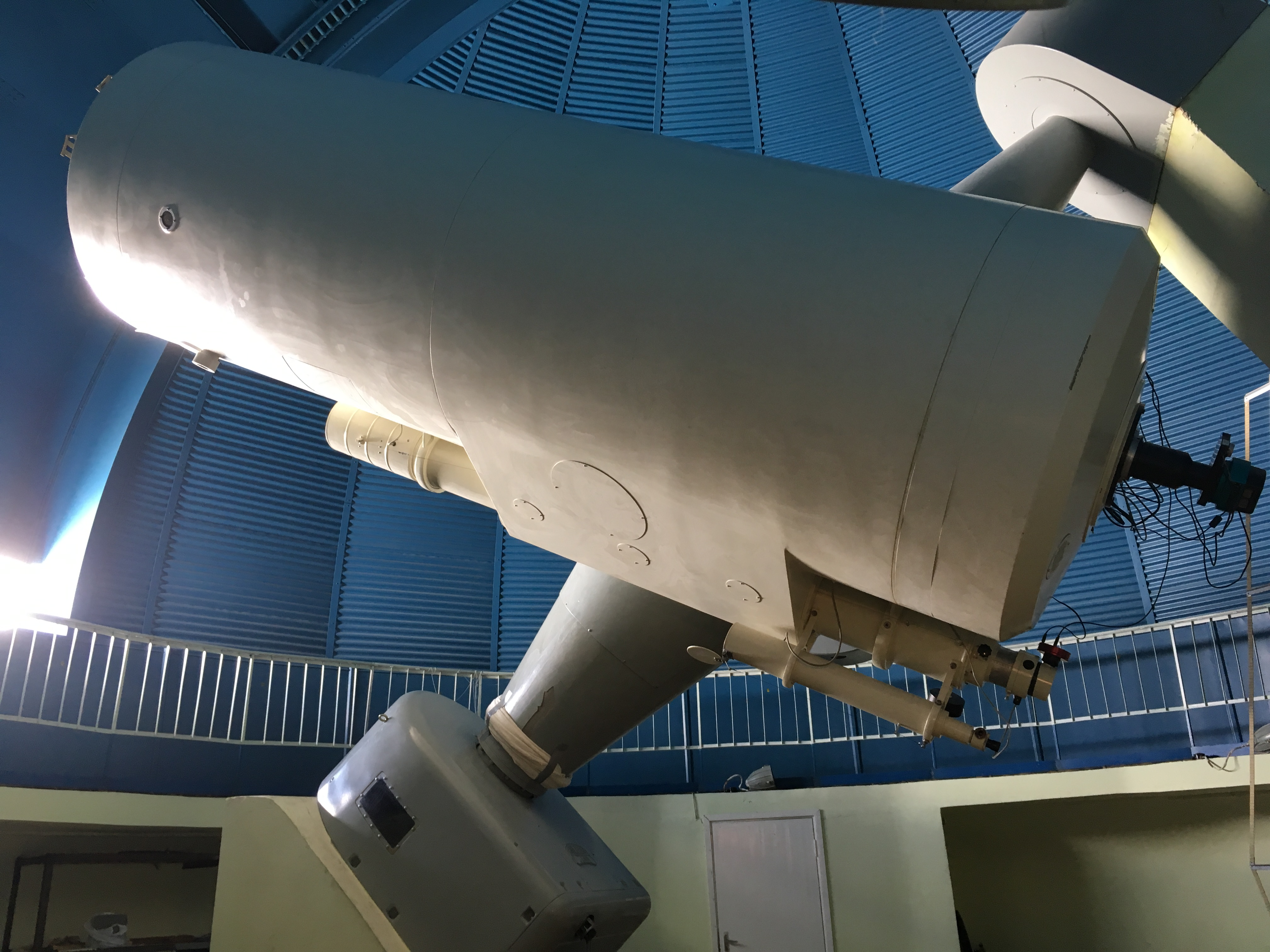
Ritchey-Chrétien-Teleskop mit einem Spiegeldurchmesser von 1 Meter, hergestellt von der Firma Carl Zeiss
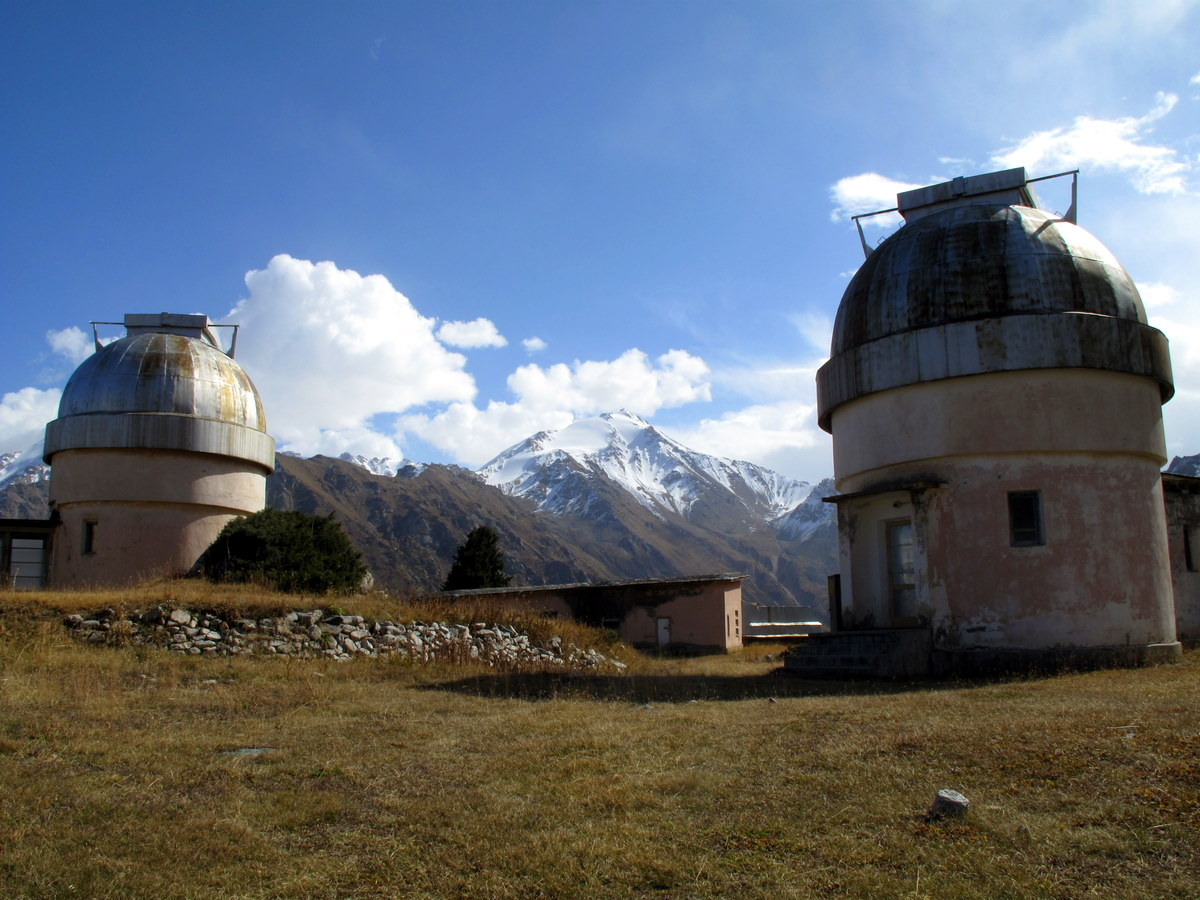
Kuppeln der kleineren optischen Teleskope
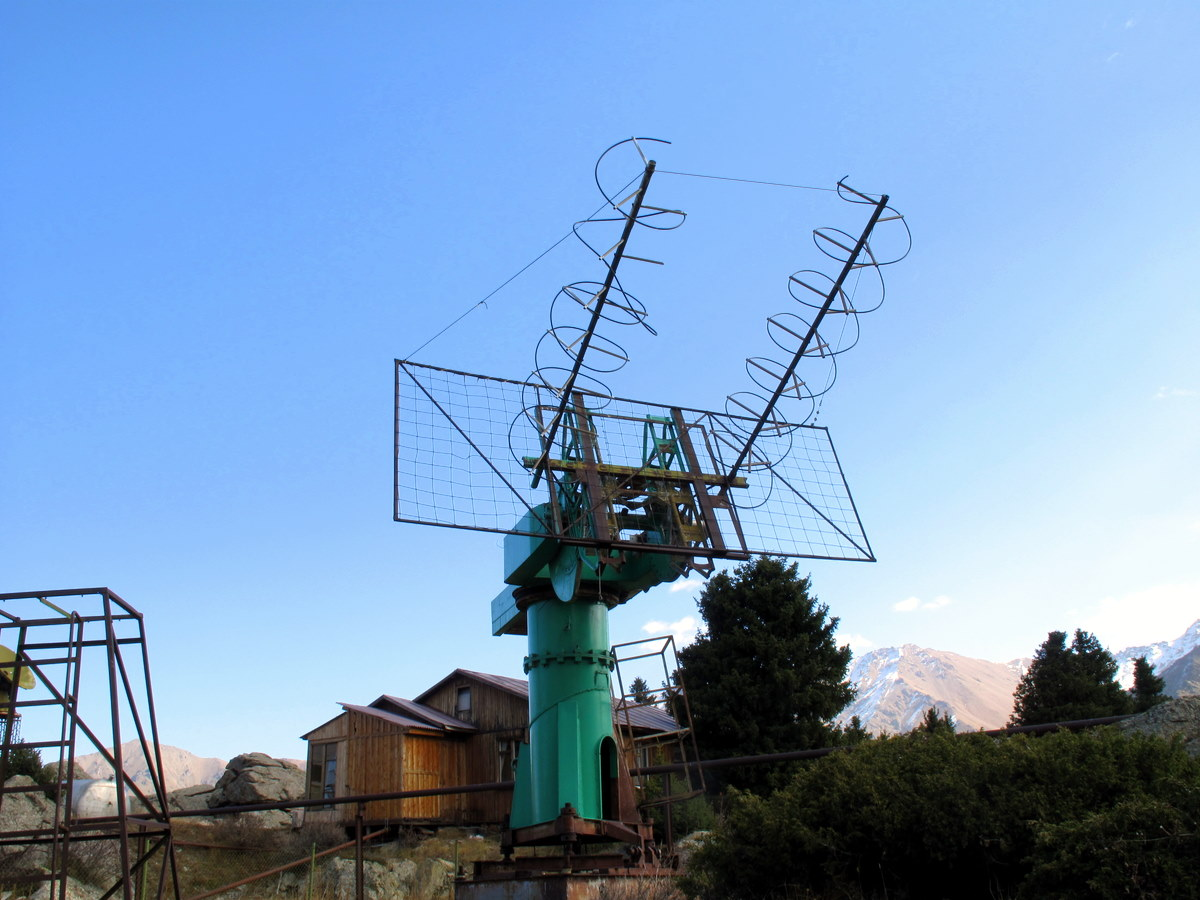
Helixantennen zur Polarisationsmessung